# Ludwig Zid
Ludwig Zid (* 1898; † 1953) war ein österreichischer Südamerika-Reisender.
Von 1928 bis 1931 unternahm der Fuhrwerksunternehmer Zid mit seiner Frau Aloisia, genannt Luise, und dem 1927 geborenen Sohn Kurt (genannt Bubi) sowie dem deutschen Mechaniker Kurt Schultz eine abenteuerliche Reise. Nach einer langen Autofahrt von Wien bis La Coruña in Nordspanien und einer Überquerung des Südatlantiks mit seinem notdürftig zum Boot umgewandelten Ford Modell A folgte die automobilistische Durchquerung Südamerikas. Die Fahrt fand unter teilweise extremen Bedingungen statt. Aloisia Zid schenkte unterwegs 1931 einem weiteren Sohn das Leben.
Die Dokumente dieser Reise, allen voran Aloisias Reisetagebuch, blieben jahrzehntelang unbeachtet, nicht zuletzt deshalb, weil sich das Automobilunternehmen Ford weniger interessiert an dieser als Werbecoup gedachten Expedition zeigte, als Ludwig Zid erwartet hatte. Fatale Auswirkungen dürfte auch der Verlust von großen Mengen Film- und Fotomaterial im Verlauf der Überfahrt nach Kuba gehabt haben. Die Familie zog sich enttäuscht nach Österreich zurück.
2008 widmete die deutsche Illustrierte Stern den Abenteuerreisenden einen ausführlichen Artikel. Im Jahr 2014 wurde diese Odyssee Gegenstand eines österreichischen Dokumentarfilms mit dem Titel Die unglaubliche Reise der Familie Zid, Regie: Gunnar Walther.
1953 verstarb „Bubi“ Zid an einem Verkehrsunfall, ein halbes Jahr später verschied Ludwig Zid an einer schweren Krankheit. Seine Frau Aloisia überlebte ihn um 15 Jahre. Der auf der Reise geborene William Zid verstarb 2014. Über das Schicksal von Kurt Schultz ist nichts Näheres bekannt.